# Трахинянки (Софокл)
«Трахиня́нки» (др.-греч. Τραχίνιαι, Trachiniai) — трагедия древнегреческого драматурга Софокла (V век до н. э.) на сюжет, связанный с мифами о Геракле. Её текст полностью сохранился. Время написания пьесы неизвестно.

## Сюжет
Действие трагедии происходит в городе Трахин, где Деянира ждёт вестей от своего мужа Геракла, воюющего на Эвбее. Она узнаёт, что Геракл взял штурмом город Эхалию и возвращается, но с ним — пленница Иола, страстью к которой он охвачен. Чтобы вернуть любовь мужа, Деянира прибегает к средству, которое ей посоветовал когда-то перед смертью кентавр Несс: пропитывает кровью Несса хитон Геракла. Увидев, что супруг из-за этого оказывается на пороге смерти, Деянира совершает самоубийство. В финале пьесы ещё живого Геракла уносят на вершину Эты, чтобы там сжечь на погребальном костре.
Антиковеды отмечают, что в «Трахинянках» происходит критическое осмысление образа Геракла — одного из ключевых для древнегреческой культуры. Деянира, которая в начале пьесы считает мужа своим спасителем и «лучшим из людей», постепенно понимает, что для супруга её спасение от Ахелоя и Несса было всего лишь одним из бесчисленных приключений, связанным не с противостоянием культуры варварству и правого дела — злому, а скорее с промискуитетом. Геракл подтверждает это в одной из ключевых сцен трагедии, когда, страдая от боли, требует от сына Гилла, чтобы тот женился на Иоле. Цель умирающего — сделать так, чтобы Иола, успевшая стать его наложницей, не досталась какому-либо чужаку. Таким образом, даже в последний час герой думает только о себе и остаётся в плену своих страстей. При всём этом Софокл признаёт огромные заслуги Геракла, очистившего землю от чудовищ, и не снимает вину с Деяниры, погубившей героя
Материал для пьесы Софокл мог почерпнуть из целого ряда источников. О женитьбе Геракла на Деянире рассказывал Пиндар, о Деянире и Нессе — Архилох и предположительно Вакхилид, об Иоле и пропитанном в крови хитоне — авторы поэм «Взятие Эхалии» и «Каталог женщин». Предположительно Софокл стал первым автором, объединившим все эти предания и создавшим единую последовательность событий, приведших Геракла к гибели.

## Судьба пьесы
В сохранившихся источниках нет никаких данных о том, когда «Трахинянки» были написаны и впервые поставлены на сцене. Разные учёные, исходя из определённых особенностей стиля и предполагаемых отсылок к историческим событиям, заключённым в тексте, относят пьесу к разным периодам творчества Софокла — от 460-х до 410-х годов до н. э. В «Трахинянках» есть явные параллели с «Алкестой» Еврипида, поставленной в 438 году до н. э., но это не помогает в датировке, так как нет единого мнения о направлении влияния: Софокл мог повлиять на Еврипида и наоборот.
Влияние «Трахинянок» стало определяющим для мифа о гибели Геракла: на упорядоченной Софоклом версии предания основано изложение мифографов (в частности, Псевдо-Аполлодора и Диодора Сицилийского), Овидия в «Метаморфозах». Афинский драматург Спинфар написал (возможно, под влиянием Софокла) трагедию «Сожжение Геракла». Римлянину Луцию Аннею Сенеке приписывают трагедию «Геркулес на Эте», сюжет которой в целом восходит к «Трахинянкам».

## Издание на русском языке
- Софокл. Трахинянки. Перевод С. В. Шервинского // Софокл. Трагедии. М.: Искусство, 1979. С. 193—242.